# Henry H. Blood
Henry Hooper Blood (* 1. Oktober 1872 in Kaysville, Davis County, Utah; † 19. Juni 1942 in Salt Lake City, Utah) war ein US-amerikanischer Politiker (Demokratische Partei), der von 1933 bis 1941 Gouverneur des Bundesstaates Utah war und der erste Gouverneur, der im gegenwärtigen Gouverneurssitz ansässig war.

## Frühe Jahre
Blood besuchte das Brigham Young College (später Brigham Young University). Er war an einem Handelsunternehmen beteiligt. Seine politische Laufbahn begann er damit, indem er 1893 zum City Recorder von Kaysville gewählt wurde. Dann war er von 1896 bis 1900 Schatzmeister vom Davis County. Im nachfolgenden Jahr wurde er zum Minute Clerk im Senat von Utah ernannt. Ferner war er von 1901 bis 1904 als Missionar für die Kirche Jesu Christi der Heiligen der Letzten Tage in England tätig. Nach seiner Rückkehr in die Vereinigten Staaten wurde er Manager bei der Kaysville Milling Company, wo er den Ankauf und Verkauf von Korn und Mehl beaufsichtigte. Kaysville Milling wurde schließlich mit Layton Milling und Elevator Company zu einem Unternehmen zusammengelegt, von welchen er später Präsident wurde. Er war Mitglied des Davis County School Boards, der Public Utilities Commission und der State Road Commission, von welchen er 1925 jeweils zum Vorsitzender gewählt wurde.

## Gouverneur von Utah
Er wurde 1932 zum Gouverneur von Utah gewählt und bekleidete das Amt vom 2. Januar 1933 bis zum 6. Januar 1941. Die Great Depression fiel in seine Amtszeit und Blood hielt an seiner Philosophie "pay-as-you-go" fest. Während seiner zweiten Amtsperiode stieg die Staatsverschuldung auf beinahe 75 Prozent. Ferner führte der Staat eine zweiprozentige Umsatzsteuer ein. Zum Schluss befasste er sich beinahe ausschließlich mit der Linderung der Lage in Utah. Deshalb arbeitete er mit den Bundesbeamten zusammen, um die Civilian Conservation Corps und Works Progress Administrations Projekte im Staat zu sichern.

## Weiterer Lebenslauf
Blood wurde 1941 von der Kirche Jesu Christi der Heiligen der Letzten Tage zum Präsidenten der California Mission ernannt, eine Stellung, die er bis zu seinem Tod im nachfolgenden Jahr hielt.
Er war mit Minnie A. Barnes verheiratet und das Paar hatte vier gemeinsame Kinder.